# КК Питешти
КК Питешти (рум. CSU Pitești) је румунски кошаркашки клуб из Питештија. У сезони 2015/16. такмичи се у Првој лиги Румуније. Клуб је основан 1999. године и до сада је освојио по једно национално првенство и куп.

## Успеси

### Национални
- Првенство Румуније:
  - Првак (1): 2000.

- Куп Румуније:
  - Победник (1): 2012.

- Суперкуп Румуније:
  - Победник (1): 2013.

## Познатији играчи
- Марко Шутало
- Саша Братић
- Мирко Ковач
- Марко Ђурковић